# Pauline Peyraud-Magnin
Pauline Peyraud-Magnin (Lyon, Francia; 17 de marzo de 1992) es una futbolista francesa. Juega de guardameta y su equipo actual es la Juventus de la Serie A italiana. Es internacional absoluta con la selección de Francia desde 2019.
Ha ganado dos veces la Liga de Campeones, además de cuatro ligas francesas, una liga inglesa y tres copas de Francia.

## Trayectoria

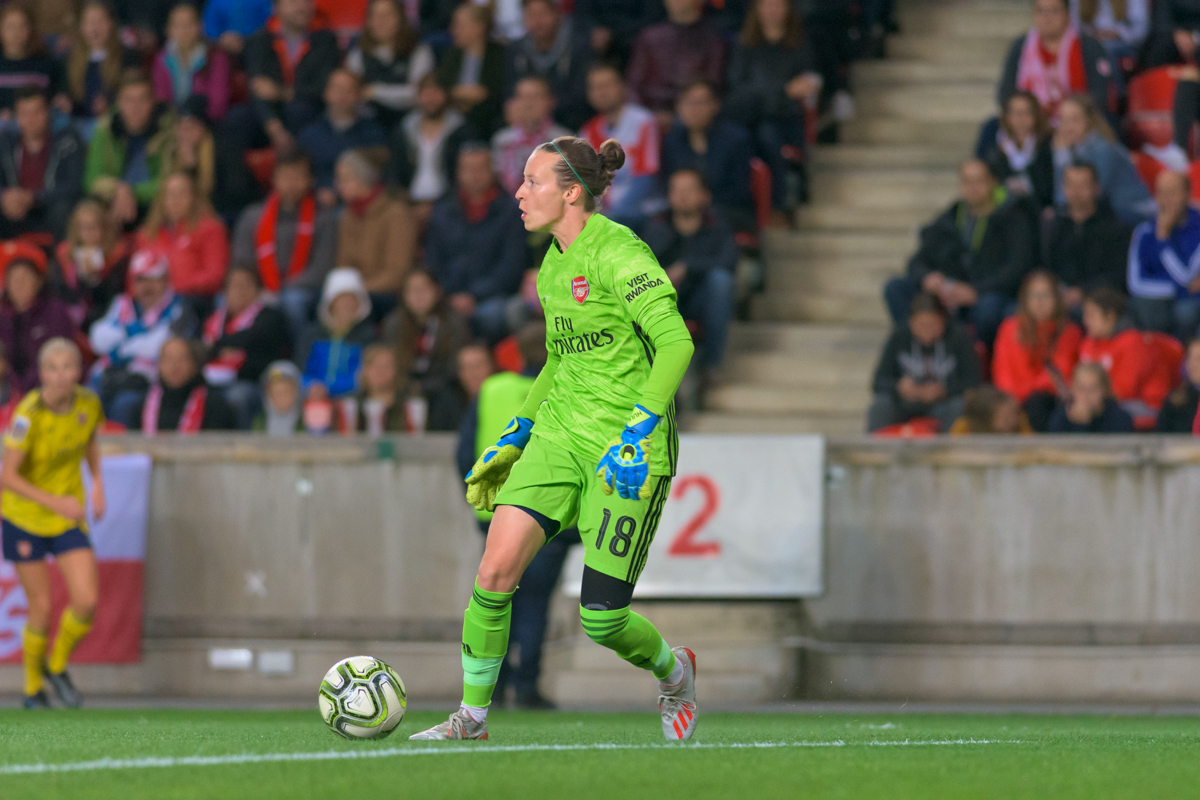
Pauline Peyraud Magnin en 2019

### Inicios
Peyraud-Magnin comenzó a jugar en el Caluire SC en 2003. Al año siguiente, jugó con el US Montanay durante un período de un año. En 2005 se unió al Olympique de Lyon, jugando en las categorías juveniles hasta 2008. Desde 2009 hasta el 2012 formó parte del equipo de reserva, que jugaba en la tercera división francesa. En su primera temporada fue suplente de Pauline Ducroux. Debutó el 30 de marzo de 2008 contra el Cannet Rocheville, que fue el único partido que jugó en dicha temporada, en el que quedaron campeonas. En la temporada 2008-09 compartió titularidad con Alexandra Muci, que jugó algunos encuentros con el primer equipo, y volvieron a proclamarse campeonas. En la temporada 2009-10 se hizo con la titularidad del equipo y volvieron ser campeonas. En la temporada 2010-11 desapareció la tercera división y el equipo reserva jugó el campeonato sub-19. Peyraud-Magnin compartió titularidad con Amandine Guérin y quedaron en segunda posición tras el filial del Montpellier. Durante esta temporada empezó a ser convocada a algunos partidos del primer equipo.

### Primeras temporadas en Francia
En la temporada 2011-12 pasó al primer equipo, como tercera opción tras Sarah Bouhaddi y Céline Deville. Debutó el 5 de mayo de 2013 en la Division 1 ante el Arras, con victoria por 0-6. Esa temporada jugó un partido más y fueron campeonas de liga. 
En la temporada 2013-14 jugó tres partidos de liga, dos como titular y siendo expulsada en uno de los encuentros, y dos partidos de Copa. Ese año lograron el doblete de liga y copa.
En la temporada 2014-15, fichó por el equipo recién ascendido Issy, donde disputó la titularidad con Katherine Linn. Debutó el 7 de septiembre se 2014 en la segunda jornada de liga ante el Juvisy con derrota por 3-1. Jugó 16 de los 22 partidos de liga. El Issy sólo ganó un partido y empató tres, con lo que descendió a la Division 2. En la Copa de Francia no jugó el único partido que disputó el Issy.
En la temporada siguiente, firmó un contrato con el AS Saint-Étienne. Compitió por el puesto titular con Mylène Chavas. Debutó el 6 de septiembre de 2015 en la segunda jornada de liga ante el Rodez con derrota por 2-0. Tras un mal inicio de temporada, con un empate y cuatro derrotas, el equipo empezó a tener mejores resultados y acabó en sexta posición en la liga. Peyraud-Magnin jugó 16 de los 22 partidos de liga y no jugó en los dos partidos de copa. Sus buenas actuaciones hicieron que fuese convocada con la selección reserva de Francia.
En la temporada 2016-17 decidió unirse al recién ascendido Olympique de Marsella atraída por el proyecto y el prestigio de la sección masculina del club. En el club marsellés fue titular disputando 19 de los 22 partidos de liga y el único partido de copa. Fueron el equipo revelación del campeonato y terminaron en cuarta posición en la liga. En abril de 2017 fue convocada por primera vez con la selección absoluta francesa.
En la temporada 2017-18, volvió a fichar por el Olympique de Lyon. Durante toda la temporada fue suplente de Sarah Bouhaddi, salvo en copa, donde jugó 3 de los 4 encuentros previos a la final. Debutó en la Liga de Campeones el 15 de noviembre de 2017 en la vuelta de los octavos de final de la competición ante el BIIK Kazygurt con victoria por 9-0. En la final de la Liga de Campeones, que ganaron las lyonesas, Bouhaddi se lesionó la mano y Peyraud-Magnin jugó la final de la Copa de Francia, en la que fueron derrotadas por el Paris Saint-Germain, lo que rompió una racha de 6 títulos consecutivos del OL. También jugó el último partido de liga ante el Rodez, único encuentro liguero que disputó dicha temporada. Concluyó la temporada como campeona de liga y de la Liga de Campeones.

### Experiencia en el extranjero

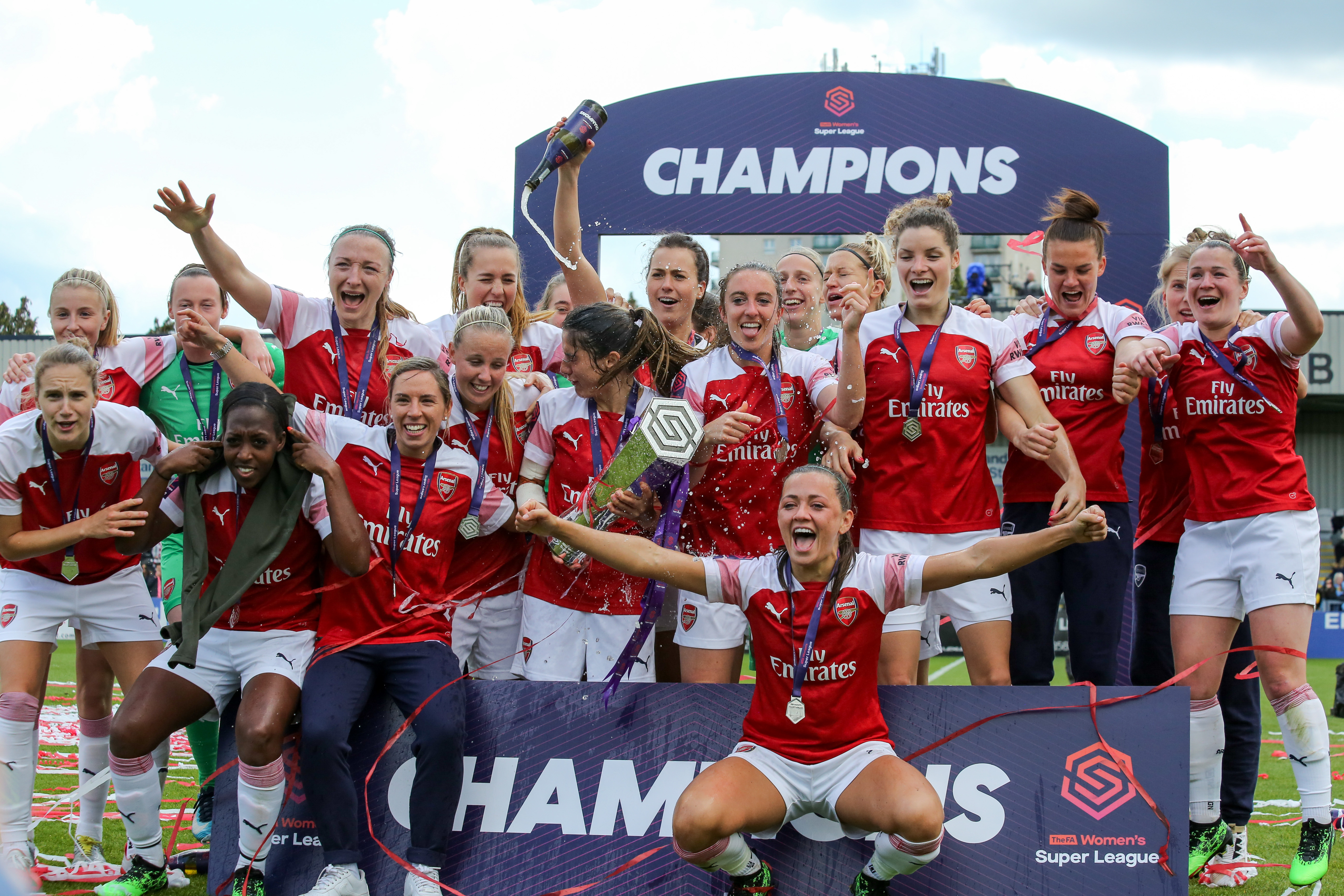
Peyraud-Magnin celebra con sus compañeras el título de liga inglesa

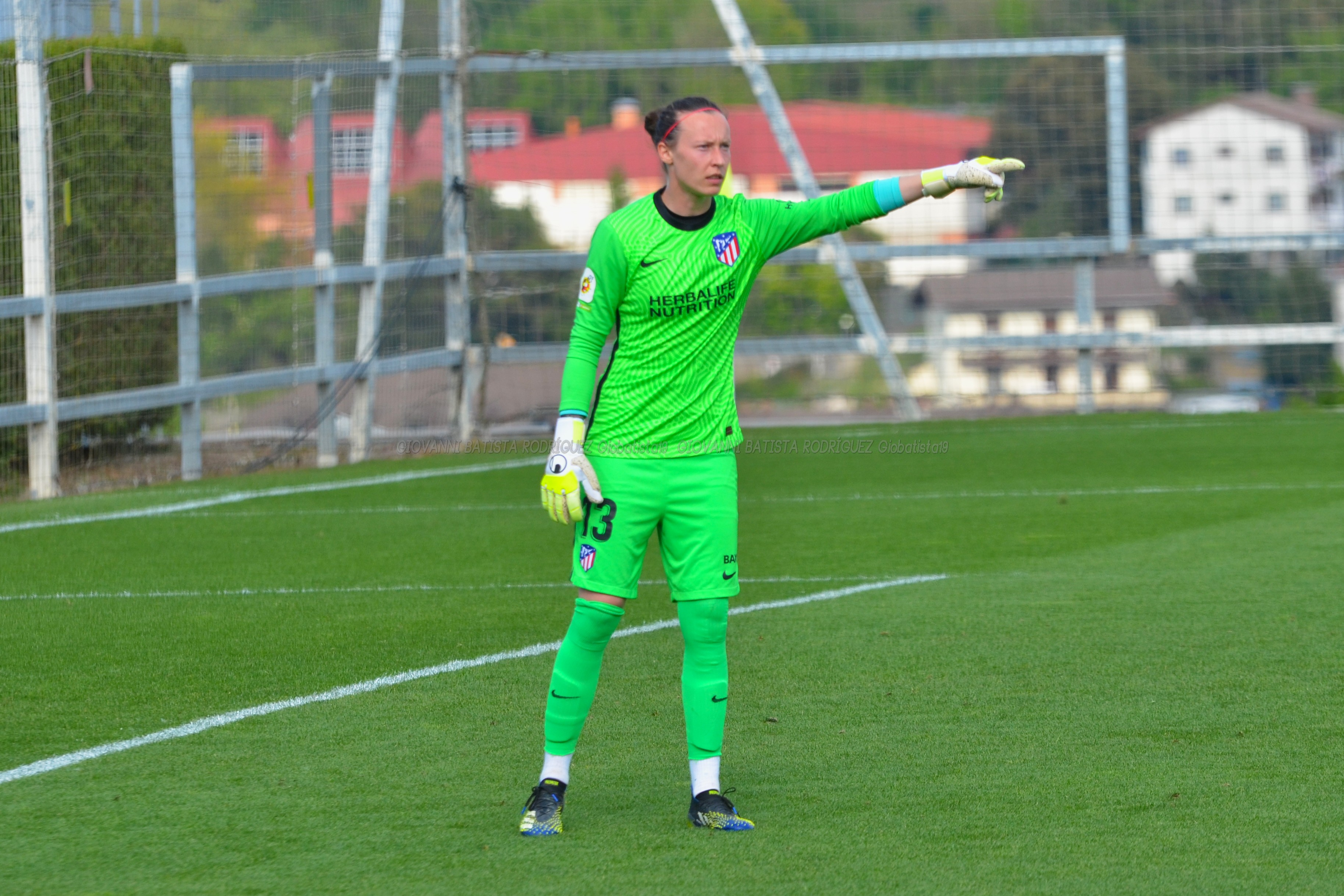
Peyraud Magnin con el Atlético de Madrid

En julio de 2018, el Arsenal fichó a la portera francesa. Debutó en el primer encuentro de la temporada el 9 de septiembre en la victoria por 5-0 ante el Liverpool. Peyraud-Magnin mantuvo la titularidad en liga sobre Sari van Veenendaal, pero se lesionó en un amistoso con su selección, por lo que no jugó en la parte final del campeonato. En su primera temporada en Londres, ganó la FA WSL y logró el récord de partidos sin encajar ningún gol en una sola temporada (7). En la Copa de la Liga perdieron la final por penaltis ante el Manchester City. y en a FA Cup cayeron ante el Chelsea por 3-0 en los octavos de final.
En la temporada 2019-20 el Arsenal fichó a Manuela Zinsberger, que fue la portera titular en liga. Peyraud-Magnin disputó 3 encuentros de liga, en los que acabaron en tercera posición, y cuatro partidos en la fase de grupos de la FA Cup sin recibir ningún gol. En las rondas finales fue suplente y cayeron en la final ante el Chelsea. En la Liga de Campeones disputó los cuatro partidos de los dieciseisavos de final, en los que eliminaron a la Fiorentina, y de los octavos de final, en los que superaron al Slavia de Praga. Los cuartos de final se pospusieron hasta agosto debido a la pandemia de Covid-19. Peyraud-Magnin contrajo el virus durante el confinamiento y perdió el sentido del olfato y el sabor. Al finalizar su contrato con el Arsenal tenía una oferta del Girondins de Burdeos, pero le convenció más el proyecto del Atlético de Madrid.
El 1 de julio de 2020 el Atlético de Madrid confirmó su fichaje por dos temporadas. No jugó el partido de Liga de Campeones al ser elegida Hedvig Lindahl, en el que el Atlético de Madrid cayó eliminado ante el F.C. Barcelona. Igualmente ya sin ella en el equipo el Arsenal cayó en los cuartos de final ante el Paris Saint-Germain. Poco después Lindahl se lesionó el cruzamiento ligado anterior de la rodilla y empezó la temporada 2020-21 como titular. Debutó el 3 de octubre de 2020 con victoria por 0-2 ante el R. C. D. Espanyol en la primera jornada de liga.
El 2 de julio de 2021 fichó por la Juventus de Turín.

## Selección nacional

### Categorías juveniles
Debutó con la selección sub-17 de Francia el 7 de octubre de 2008 ante Islandia en la primera ronda de clasificación del Campeonato Europeo Sub-17 2008-09, con victoria gala por 1-0. No jugó el segundo encuentro de dicha fase, en el que fue titular Camille Desforges, y sí el tercero contra Italia, en el que ganaron por 5-0 y se clasificaron para la segunda ronda de clasificación. En la segunda ronda de clasificación Peyraud-Magnin jugó los tres partidos ante País de Gales (5-0), Dinamarca (2-0), y Países Bajos (0-0), y Francia se clasificó para disputar la fase final. En el torneo final jugó la semifinal, con derrota por 1-4 ante Alemania. En el partido por el tercer y cuarto puesto jugó Camille Desforges, y Francia concluyó el torneo en tercera posición tras derrotar a Noruega.
El 5 de mayo de 2010 jugó un partido amistoso con la selección sub-20 ante Suecia. A finales de dicho año e inicios del siguiente jugó varios amistosos con la selección sub-19, debutando el 23 de noviembre de 2010 al sustituir a Camille Desforges, que fue la portera elegida en la primera fase de clasificación para el Campeonato Europeo. En la segunda fase del torneo Peyraud-Magnin jugó de titular el primer partido ante Dinamarca, con derrota por 3-0. Con dicha derrota Francia tenía muy difícil pasar a la siguiente ronda. El segundo partido lo disputó Desforges, y el tercer encuentro lo volvió a jugar Peyraud-Magnin. Ambos partidos los ganó Francia pero no se clasificaron para la fase final.

### Selección absoluta
Hasta 2016 no volvió a ser convocada en ninguna de las categorías de la selección. Ese año, formó parte de la selección francesa B, con la que debutó el 19 de enero de 2017 en un amistoso contra la selección reserva de Bélgica. El 7 de abril de 2017 fue convocada por primera vez con la selección absoluta de Francia para un amistoso contra selección absoluta de Países Bajos, aunque no llegó a saltar al campo. En enero de 2018 volvió a ser convocada con la selección absoluta, y jugó otros tres partidos amistosos con el equipo reserva en la Turkish Cup. Entre octubre de 2018 y febrero de 2019 entró en otras convocatorias para partidos amistosos y finalmente debutó con la selección absoluta de Francia el 4 de abril de 2019 en un encuentro amistoso contra Japón. Se lesionó en el minuto 23 y tuvo que ser sustituida por Sarah Bouhaddi.
En mayo de 2019 fue convocada para la Copa Mundial 2019, sin llegar a disputar ningún encuentro. Francia alcanzó los cuartos de final del campeonato.
Tras la renuncia de Sarah Bouhaddi a jugar con la selección fue elegida como portera titular en los partidos clasificatorios de la Eurocopa de 2021. Su primer partido oficial fue el 18 de septiembre de 2020, y se saldó con victoria a domicilio por 2-0 sobre Serbia.

## Estadísticas

### Clubes
Actualizado al último partido jugado el 27 de mayo de 2021.
| Club | Div.          | Temporada     | Liga  | Liga  | Liga   | Copas nacionales(1) | Copas nacionales(1) | Copas nacionales(1) | Copas internacionales(2) | Copas internacionales(2) | Copas internacionales(2) | Total | Total | Total  | Media goleadora(3) |
| Club | Div.          | Temporada     | Part. | Goles | Asist. | Part.               | Goles               | Asist.              | Part.                    | Goles                    | Asist.                   | Part. | Goles | Asist. | Media goleadora(3) |
| --- | ------------- | ------------- | ----- | ----- | ------ | ------------------- | ------------------- | ------------------- | ------------------------ | ------------------------ | ------------------------ | ----- | ----- | ------ | ------------------ |
| Olympique de Lyon Francia |               |               |       |       |        |                     |                     |                     |                          |                          |                          |       |       |        |                    |
| D1 | 2011-12       | 0             | 0     |       | 0      | 0                   |                     | 0                   | 0                        |                          | 0                        | 0     |       |        |                    |
| D1 | 2012-13       | 2             | 0     |       | 0      | 0                   |                     | 0                   | 0                        |                          | 2                        | 0     |       | 0      |                    |
| D1 | 2013-14       | 3             | 3     |       | 2      | 0                   |                     | 0                   | 0                        |                          | 5                        | 3     |       | 0.60   |                    |
| Total club | Total club    | 5             | 3     |       | 0      | 0                   |                     | 0                   | 0                        |                          | 7                        | 3     |       | 0.52   |                    |
| Issy-les Francia |               |               |       |       |        |                     |                     |                     |                          |                          |                          |       |       |        |                    |
| D1 | 2014-15       | 16            | 49    |       | 0      | 0                   |                     | -                   | -                        |                          | 16                       | 49    |       | 3.06   |                    |
| Total club | Total club    | 16            | 49    |       | 0      | 0                   |                     | 0                   | 0                        |                          | 16                       | 49    |       | 3.06   |                    |
| St-Étienne Francia |               |               |       |       |        |                     |                     |                     |                          |                          |                          |       |       |        |                    |
| D1 | 2015-16       | 16            | 29    |       | 0      | 0                   |                     | -                   | -                        |                          | 16                       | 29    |       | 1.81   |                    |
| Total club | Total club    | 16            | 29    |       | 0      | 0                   |                     | 0                   | 0                        |                          | 16                       | 29    |       | 1.81   |                    |
| Olympique de Marsella Francia |               |               |       |       |        |                     |                     |                     |                          |                          |                          |       |       |        |                    |
| D1 | 2016-17       | 19            | 21    |       | 1      | 2                   |                     | -                   | -                        |                          | 20                       | 23    |       | 1.15   |                    |
| Total club | Total club    | 19            | 21    |       | 1      | 2                   |                     | 0                   | 0                        |                          | 20                       | 23    |       | 1.15   |                    |
| Olympique de Lyon Francia |               |               |       |       |        |                     |                     |                     |                          |                          |                          |       |       |        |                    |
| D1 | 2017-18       | 1             | 0     |       | 4      | 1                   |                     | 1                   | 0                        |                          | 6                        | 1     |       | 0.17   |                    |
| Total club | Total club    | 1             | 0     |       | 4      | 1                   |                     | 1                   | 0                        |                          | 6                        | 1     |       | 0.17   |                    |
| Arsenal Inglaterra |               |               |       |       |        |                     |                     |                     |                          |                          |                          |       |       |        |                    |
| 1.ª | 2018-19       | 13            | 11    |       | 2      | 1                   |                     | -                   | -                        | -                        | 15                       | 12    |       | 0.80   |                    |
| 1.ª | 2019-20       | 3             | 2     |       | 4      | 0                   |                     | 3                   | 2                        |                          | 10                       | 4     |       | 0.40   |                    |
| Total club | Total club    | 16            | 13    |       | 6      | 1                   |                     | 3                   | 2                        |                          | 25                       | 16    |       | 0.64   |                    |
| Atlético de Madrid · España |               |               |       |       |        |                     |                     |                     |                          |                          |                          |       |       |        |                    |
| 1.ª | 2019-20       | -             | -     | -     | -      | -                   | -                   | 0                   | 0                        | 0                        | 0                        | 0     | 0     | -      |                    |
| 1.ª | 2020-21       | 21            | 18    | 0     | 2      | 1                   | 0                   | 2                   | 2                        | 0                        | 25                       | 21    | 0     | 0.84   |                    |
| Total club | Total club    | 21            | 18    | 0     | 2      | 1                   | 0                   | 2                   | 2                        | 0                        | 25                       | 21    | 0     | 0.84   |                    |
| Total carrera | Total carrera | Total carrera | 92    | 134   |        | 15                  | 5                   |                     | 6                        | 4                        |                          | 115   | 142   |        | 1.24               |
| (1) Incluye datos de Copa de Francia Femenina (2011-18), Women's FA Cup (2018-20) y Copa de la Reina (2021). (2) Incluye datos de Liga de Campeones Femenina de la UEFA (2011-act.). (3) No incluye goles en partidos amistosos. |               |               |       |       |        |                     |                     |                     |                          |                          |                          |       |       |        |                    |

### Selección
Actualizado al último partido jugado el 10 de junio de 2021.
| Selecciones                                                                             | Año   | Continental(4) | Continental(4) | Continental(4) | Mundial | Mundial | Mundial | Amistosos | Amistosos | Amistosos | Total | Total | Total  | Media goleadora |
| Selecciones                                                                             | Año   | Part.          | Goles          | Asist.         | Part.   | Goles   | Asist.  | Part.     | Goles     | Asist.    | Part. | Goles | Asist. | Media goleadora |
| --------------------------------------------------------------------------------------- | ----- | -------------- | -------------- | -------------- | ------- | ------- | ------- | --------- | --------- | --------- | ----- | ----- | ------ | --------------- |
| Sub-17                                                                                  | 2008  | 2              | 0              |                |         |         |         |           |           |           | 2     | 0     |        | 0.00            |
| Sub-17                                                                                  | 2009  | 4              | 4              |                |         |         |         |           |           |           | 4     | 4     |        | 1.00            |
| Sub-17                                                                                  | Total | 6              | 6              |                |         |         |         |           |           |           | 6     | 4     |        | 0.67            |
| Sub-19                                                                                  | 2010  |                |                |                |         |         |         | 2         | 4         |           | 2     | 4     |        | 2.00            |
| Sub-19                                                                                  | 2011  | 2              | 3              |                |         |         |         | 2         | 1         |           | 4     | 4     |        | 1.00            |
| Sub-19                                                                                  | Total | 2              | 3              |                |         |         |         | 4         | 5         |           | 6     | 8     |        | 1.33            |
| Sub-20                                                                                  |       |                |                |                |         |         |         |           |           |           |       |       |        |                 |
| 2010                                                                                    |       |                |                |                |         |         | 1       | 2         |           | 1         | 2     |       | 2.00   |                 |
| Total                                                                                   |       |                |                |                |         |         | 1       | 2         |           | 1         | 2     |       | 2.00   |                 |
| B                                                                                       | 2017  |                |                |                |         |         |         | 1         | 0         |           | 1     | 0     |        | 0.00            |
| B                                                                                       | 2018  |                |                |                |         |         |         | 3         | 1         |           | 3     | 1     |        | 0.33            |
| B                                                                                       | Total |                |                |                |         |         |         | 4         | 1         |           | 4     | 1     |        | 0.25            |
| Abs                                                                                     | 2019  | 0              | 0              |                | 0       | 0       |         | 3         | 0         |           | 3     | 0     |        | 0.00            |
| Abs                                                                                     | 2020  | 6              | 0              |                |         |         |         | 1         | 0         |           | 7     | 0     |        | 0.00            |
| Abs                                                                                     | 2021  |                |                |                |         |         |         | 5         | 3         |           | 5     | 3     |        | 0.60            |
| Abs                                                                                     | Total | 6              | 0              |                |         |         |         | 8         | 3         |           | 15    | 4     |        | 0.27            |
| (4) Se incluyen Eurocopas y sus fases de clasificación. No incluye n torneos amistosos. |       |                |                |                |         |         |         |           |           |           |       |       |        |                 |

### Participaciones en Copas del Mundo
| Mundial         | Sede    | Resultado        | Partidos | Goles |
| --------------- | ------- | ---------------- | -------- | ----- |
| Mundial de 2019 | Francia | Cuartos de final | 0        | 0     |

## Palmarés

### Campeonatos nacionales
| Título                  | Club               | País       | Año     |
| ----------------------- | ------------------ | ---------- | ------- |
| Liga de Francia         | Olympique de Lyon  | Francia    | 2011-12 |
| Copa de Francia         | Olympique de Lyon  | Francia    | 2011-12 |
| Liga de Francia         | Olympique de Lyon  | Francia    | 2012-13 |
| Copa de Francia         | Olympique de Lyon  | Francia    | 2012-13 |
| Liga de Francia         | Olympique de Lyon  | Francia    | 2013-14 |
| Copa de Francia         | Olympique de Lyon  | Francia    | 2013-14 |
| Liga de Francia         | Olympique de Lyon  | Francia    | 2017-18 |
| FA Women's Super League | Arsenal            | Inglaterra | 2018-19 |
| Supercopa de España     | Atlético de Madrid | España     | 2021    |

### Campeonatos internacionales
| Título            | Equipo            | Sede     | Año     |
| ----------------- | ----------------- | -------- | ------- |
| Liga de Campeones | Olympique de Lyon | Alemania | 2011-12 |
| Liga de Campeones | Olympique de Lyon | Ucrania  | 2017-18 |

## Vida privada
Ha sido el primer jugador profesional de fútbol de Francia en activo en hacer público que es homosexual.